# Camaricini
Camaricini Simon, 1895 è una tribù di ragni appartenente alla famiglia Thomisidae.

## Distribuzione
I due generi oggi noti di questa tribù sono diffusi in Africa, Asia orientale e sudorientale.

## Tassonomia
A dicembre 2013, gli aracnologi riconoscono due generi appartenenti a questa tribù:
- Camaricus Thorell, 1887 - India, Africa centrale, orientale e meridionale, Nuova Caledonia, Filippine, Sumatra, Cina, Vietnam, Etiopia
- Cynathea Simon, 1895 - Africa occidentale, Gabon, Angola